# Qarahchī Qerān
Qarahchī Qerān (persiska: قَراچيقران, قره چی قران, Qarāchīqrān) är en ort i Iran.   Den ligger i provinsen Kurdistan, i den nordvästra delen av landet, 400 km väster om huvudstaden Teheran. Qarahchī Qerān ligger 1 869 meter över havet och antalet invånare är 244.
Terrängen runt Qarahchī Qerān är kuperad söderut, men norrut är den platt. Runt Qarahchī Qerān är det ganska glesbefolkat, med 28 invånare per kvadratkilometer. Närmaste större samhälle är Gol Tappeh, 11,6 km väster om Qarahchī Qerān. Trakten runt Qarahchī Qerān består i huvudsak av gräsmarker.